# Чекмень
Чекме́нь (рос. Чекмень) — селище у складі Кушвинського міського округу Свердловської області.
Населення — 8 осіб (2010, 2 у 2002).
Національний склад станом на 2002 рік: росіяни — 100 %.
Стара назва — Вагановка.